# 珠洲市立三崎中学校
珠洲市立三崎中学校（すずしりつ みさきちゅうがっこう）は、石川県珠洲市にある市立中学校

## 沿革
- 1947年（昭和22年） - 新学制実施により、石川県珠洲郡三崎村立中学校として創立。
- 1949年（昭和24年） - 校舎落成。
- 1954年（昭和29年） - 町村合併に伴う珠洲市発足により、石川県珠洲市立三崎中学校と改称。
- 1955年（昭和30年） - 校歌制定。
- 1960年（昭和35年） - 相撲道場新設。
- 1967年（昭和42年） - 20周年記念事業開催。
- 1982年（昭和57年） - 改築促進委員会設立。
- 1984年（昭和59年） - 新校舎（鉄筋コンクリート3階建）落成。同時に運動場・テニスコート・屋外相撲場も完成。
- 1996年（平成8年） - 50周年記念事業開催。
- 2001年（平成13年） - 屋内相撲場完成。
- 2024年（令和6年）1月11日 - 1日夕方に発生した令和6年能登半島地震の影響で9日に行われる予定だった3学期始業式が2日遅れで挙行[3]。

## 通学区域
三崎町

## 令和6年能登半島地震の影響
- 2024年1月1日夕方に発生した「令和6年能登半島地震」で、学校が避難所になっている事から、本校を含む市内の中学生199人の内、希望者を県南部の白山市に集団移転させる方針を固めた[5]。
- その後の1月17日、馳浩石川県知事は、本校がある珠洲市と能登町の中学生計約140名を金沢市の施設に集団移転させ、21日から受け入れる事を決定した[6]。
- 1月21日、希望した生徒の金沢市の医王山スポーツセンターへの集団移転開始[7]。

## 出身著名人
- 城ヶ端初子-看護学者